# فيكتور رودريغيز (ملاكم)
فيكتور رودريغيز (بالإسبانية: Victor Rodríguez)‏ (مواليد 27 مارس 1995) هو ملاكم فنزويلي، مثّل بلاده في الألعاب الأولمبية الصيفية 2016.

## روابط خارجية
فيكتور رودريغيز على موقع اللجنة الأولمبية الدولية (الإنجليزية)
- فيكتور رودريغيز على موقع أوليمبيديا (الإنجليزية)